# 清水玲子
清水 玲子（しみず れいこ、1962年〈昭和37年〉3月26日 - ）は、日本の漫画家。血液型はB型。

## 来歴
東京都生まれ、1972年・小学3年生より熊本県熊本市育ち、県立熊本商業高校卒。
萩尾望都などの影響を受けて、漫画を描く。高校卒業後にいったん就職するも、漫画家になる夢をあきらめられずに1982年に退職して、漫画家をめざした。
1982年、『フォクシー・フォックス』で「第9回ララまんがハイ・スクール（LMHS）」佳作受賞。1983年、『LaLa』2月大増刊号（白泉社）掲載の『三叉路物語（ストーリー）』でデビュー。
2002年、『輝夜姫』で第47回小学館漫画賞受賞。
2011年、『秘密 ―トップ・シークレット―』で第15回文化庁メディア芸術祭マンガ部門優秀賞を受賞。
プライベートでは一児の母であり、2005年7月に女児を出産した。

## 作品
代表作は『ジャック&エレナシリーズ』『月の子 MOON CHILD』『輝夜姫』『秘密 ―トップ・シークレット―』など。
作品にはSF短編が多い。また、スター・システムを用い、同一のキャラクターを複数の作品に登場させている。
グロテスクな描写や人肉食、クローン人間、近親愛、猟奇殺人といった禁忌をテーマにした作品が多い。作中、性的に際どい描写も多いが具体的に描いたことはなく、それを示唆する程度に留めている。
特に人肉食の要素が作品に織り込まれる事が多く、それについて「みんながハッピーエンドになるなんて嘘くさい。生き物は生き物を食べて生きるし、生きること、成長することには『犠牲』が伴うという感覚がある。（22XXについて）だから『人が人を食べる』ということにも他の人ほど抵抗がないのかもしれない。むしろ犠牲を引き継いで生命を繋げていくという感覚の方が強い。親は子のこやしであり、礎になっていくもの」と述べている。
積極的に最先端科学技術を作品に盛り込んでおり、その最たるものが『クローン技術』をテーマにした『輝夜姫』と、脳に刺激を与えることで記憶を再生するMRI捜査をテーマにした『秘密 ―トップ・シークレット―』。『秘密 ―トップ・シークレット―』では描かれた当時の世相や社会問題について踏み込んでいる。

## 作品リスト
- 1982年
  - フォクシー･フォックス（LaLa 9月号、白泉社）
- 1983年
  - 三叉路物語（LaLa 2月大増刊、白泉社）
  - キス ミー バンパネラ（LaLa 7月大増刊、白泉社）
  - 男の子女の子（LaLa 12月大増刊、白泉社）
- 1984年
  - 清水玲子の今昔物語（LaLa 12月号、白泉社）
  - 100万ポンドの愛（LaLa 5月大増刊、白泉社）
  - チェンジ（LaLa 8月大増刊、白泉社）
  - ヒューネラル マーチ（LaLa 12月大増刊、白泉社）
- 1985年
  - メタルと花嫁（LaLa 2月大増刊）※ジャック&エレナシリーズ
  - ノアの宇宙船（Wendy 1号、白泉社）
  - お伽話のユダ（LaLaDX 1号、白泉社）
  - もうひとつの神話（LaLaDX 3号、白泉社）
  - 天女来襲（LaLa 7月号、白泉社）
- 1986年
  - ミルキーウェイ1（LaLa 4・5月号、白泉社）※ジャック&エレナシリーズ
  - ナポレオン・ソロ（LaLa 1月号、白泉社）
  - ネオ・ドーベルマン（Wendy・SPRING号、白泉社）
  - 世紀末に愛されて（Cindy・SUMMER号、白泉社）
  - 竜の眠る星（1986年 - 1988年、LaLa、白泉社）※ジャック&エレナシリーズ
- 1987年
  - ミルキーウェイ2（LaLaDX 秋の号、白泉社）※ジャック&エレナシリーズ
- 1988年
  - 夢のつづき（LaLa 4月号、白泉社）
  - 月下美人（LaLa 6月号、白泉社）※ジャック&エレナシリーズ
  - 8月の長い夜（LaLa SUMMER CLUB、白泉社）
  - 月の子 MOON CHILD（1988年 - 1992年、LaLa、白泉社）コミックス全13巻、文庫版全8巻
- 1989年
  - 千の夜（LaLa SUMMER CLUB、白泉社）※ジャック&エレナシリーズ
- 1990年
  - 天使たちの進化論（LaLa AUTUMN CLUB、白泉社）※ジャック&エレナシリーズ
- 1993年
  - 22XX（増刊LaLa 9・10月号、白泉社）※ジャック&エレナシリーズ
  - パピヨン（LaLa 3・4月号、白泉社）
  - サイレント（LaLa 7月号、白泉社）
  - 輝夜姫（1993年 - 2005年、LaLa、白泉社）コミックス全27巻
- 1996年
  - MAGIC（LaLa 9・10月号、白泉社）
- 1997年
  - WILD CATS（1997年 - 2000年、LaLa、白泉社）コミックス全1 巻
- 1999年
  - 秘密 -トップ・シークレット-[7]（1999年 - 、MELODY、白泉社）コミックス全12巻、新装版全12巻、外伝既刊10巻（2021年7月現在）
- 2013年
  - Deep Water〈深淵〉（2013年 - 2014年、MELODY、白泉社）

- 2013-2021年
  - 秘密 season0 1 （2013年 8月　MELODY、白泉社）
  - 秘密 season0 2 （2015年 9月　MELODY、白泉社）
  - 秘密 season0 3 （2015年 9月　MELODY、白泉社）
  - 秘密 season0 4 （2016年 9月　MELODY、白泉社）
  - 秘密 season0 5 （2017年 9月　MELODY、白泉社）
  - 秘密 season0 6 （2017年 9月　MELODY、白泉社）
  - 秘密 season0 7 （2018年 9月　MELODY、白泉社）
  - 秘密 season0 8 （2019年 7月　MELODY、白泉社）
  - 秘密 season0 9 （2020年 9月　MELODY、白泉社）
  - 秘密 season0 10 （2021年 9月　MELODY、白泉社）

- 2025年
  - 秘密 season0 11 （2025年 2月　MELODY、白泉社）
  - 秘密 season0 12 （2025年 2月　MELODY、白泉社）

## 画集
- 『清水玲子イラスト集 ARIA［アリア］』（白泉社、1990年5月2日第1刷発行）ISBN 4-592-73077-1
- 『清水玲子画集・2 WALTZ［ワルツ］』（白泉社、1995年7月1日第1刷発行）ISBN 4-592-73124-7
- 『清水玲子画集 輝夜姫』（白泉社、2002年10月7日初版発行）ISBN 4-592-73200-6

## CDドラマ
- 輝夜姫（2003年7月23日発売、HCD、ティー・エヌ・ケー）
  - CD-ROMイラストムービーを同時収録

## その他
- ミラクルタロット -マニュアルブック-（1994年11月発行、白泉社）
- ナマケモノのスキューバダイビング（1996年 - 1998年、PUTAO、白泉社）

## 出演
- 浦沢直樹の漫勉（2017年3月2日 NHK Eテレ） - 『秘密 -トップ・シークレット-』の製作過程を収録した画像を見ながら浦沢と対談[8]。

## アシスタント
- 杜真琴